# 돈 비 어 메니스 투 사우스 센트럴 와일 드링킹 유어 쥬스 인 더 후드
돈 비 어 메니스 투 사우스 센트럴 와일 드링킹 유어 쥬스 인 더 후드(Don't Be a Menace to South Central While Drinking Your Juice in the Hood)는 미국에서 제작된 패리스 버클레이 감독의 1996년 코미디, 범죄 영화이다. 숀 웨이언스 등이 주연으로 출연하였고 에릭 L. 골드 등이 제작에 참여하였다.

## 출연

### 주연
- 숀 웨이언스
- 말론 웨이언스
- 트레이시 체렐 존스

### 조연
- 크리스 스펜서
- 설리 맥컬러프
- 다렐 히스
- 헬렌 마틴
- 이사야 반스
- 라마드 J. 테이트
- 키넌 아이보리 웨이언스
- 키스 모리스
- 크레이그 웨이언스
- 케이시 리
- 조 스콧
- 킴 웨이언스
- 비비카 A. 폭스
- 레오넷 스콧
- 토미 모건 주니어
- 버지니아 왓슨
- 가브리엘 알렉산더
- 알렉스 토머스
- 레지널드 그린
- 사무엘 먼로 주니어
- 토시 토다
- 아마드 리즈
- 레스터 배리
- 비비안 스몰우드
- 오마 엡스
- 제프리 앤더슨 건터
- 제임스 반 패튼
- 앨런 아벨류
- 마이클 애들러
- 돈 리드
- 페이즌 러브
- 베니 맥
- 믹 스크리바
- 커크 킨더
- 안토니오 파가스
- 라완다 페이지
- 이벳 윌슨
- 가이 토리
- 다미앙 단트 웨이언스
- 찰스 에드워드 베넷
- 폴라 제이 파커
- 티아라 잉글리쉬
- 테리 J. 본
- 자비에 쿡
- 밋첼 마챈드
- J.W. 스미스
- 켈리 본
- 렉시 빅함
- 로이드 에이버리 2세
- 미셸 L. 제닝스
- 크리스튼 리 존스
- M.B.A. 샤쿠어

## 제작진
- 프로듀서: 말론 웨이언스
- 프로듀서: 숀 웨이언스
- 공동제작: 캐리 모로우
- 조감독: 프랭크 데이비스
- 조감독: 에번 길너
- 조감독: 짐 골드두와이트
- 미술: 애론 오스본
- 의상: 발라리 애덤스
- 분장부문: 나딘 피플즈
- 분장부문: 리사 위틀린 보머트
- 배역: 토니 리
- 배역: 안드리아 리드
- 배역: 로비 리드-흄즈
- 프로덕션매니저: 캐리 모로우